# Энциклопедический словарь Гранат
Энциклопедический словарь Гранат — одна из крупнейших дореволюционных русских универсальных энциклопедий.
Первые 6 изданий словаря выпускались под названием «Настольный энциклопедический словарь». Полностью переработанное 7-е издание словаря — под названием «Энциклопедический словарь Гранат».

## Издания
В 1892 году Александр Наумович Гранат приобрёл издательские права на «Настольный энциклопедический словарь» товарищества «А. Гарбель и К°», выходивший в Москве с 1891 года. И с 4-го тома издание словаря было продолжено товариществом «А. Гранат и К°».
Первые 6 изданий словаря вышли в 8—9 томах (1891—1903).
7-е издание словаря, полностью переработанное, было выпущено в 1910—1948 годах под названием «Энциклопедический словарь Гранат». Издание состояло из 58 томов и 1 дополнительного тома. (36-й том вышел в 7 книгах, 41-й том — в 10 книгах, 45-й том — в 3 книгах, 56-й том не появился в печати).
До 1917 года словарь издавался товариществом «Братья А. и И. Гранат и К°», после 1917 года — Русским библиографическим институтом Гранат, 54-й и 58-й тома изданы Государственным институтом «Советская энциклопедия».
После 7-го издания словаря было выпущено несколько стереотипных его перепечаток. Тома, издававшиеся в 1920—1940-х годах, выходили повторами, обозначенными как стереотипные издания.

## Авторский коллектив
Словарь Гранат выходил под редакцией К. А. Тимирязева, М. М. Ковалевского, С. А. Муромцева, В. Я. Железнова, Ю. С. Гамбарова (до 33-го тома).
В создании словаря принимали участие многие выдающиеся деятели науки и культуры.
В начале 1930-х годов в переиздании томов энциклопедии в качестве ответственного редактора участвовал А. К. Дживелегов — историк, искусствовед и политический деятель, бывший член ЦК партии кадетов.
Сам А. Н. Гранат в эти же годы исполнял обязанности технического редактора издания.
В 1915 году в 28-м томе В. И. Ленин под псевдонимом В. Ильин опубликовал статью «Маркс» — краткий биографический очерк с изложением основ марксизма, а также библиографический обзор литературы по марксизму, напечатанный в приложении к этому же тому. Однако главы «Социализм» и «Тактика классовой борьбы пролетариата» по требованиям цензуры были изъяты из статьи. В полном, неурезанном виде эта работа В. И. Ленина увидела свет только после Октябрьской революции: они были напечатаны в 40-м томе словаря под названием «Социализм научный».
В. И. Лениным в 1908 году для словаря была написана статья «Аграрный вопрос в России к концу XIX века», но и она по цензурным условиям не могла в то время появиться в печати. После революции эта работа выходила неоднократно отдельным изданием, а затем вошла в 4-ю часть 36-го тома словаря (1935), посвящённого России.

## Дополнения словаря
Особенностью словаря Гранат являются многочисленные «текстовые прибавления» к основным статьям. В частности:
- монографии (например, «Основные идеи геометрии» в 13-м томе) и биобиблиографические словари — Автобиографии революционных деятелей русского социалистического движения 1870—1880-х годов с примечаниями В. Н. Фигнер в 40-м томе;
- биобиблиографический указатель новейшей русской беллетристики (1861—1911) И. В. Владиславлева в 11-м томе;
- «Указатель библиографических пособий» (составлен Б. С. Боднарским, К. А. Тимирязевым, Л. С. Бергом и др.) в 6-м томе.

Приветствуя это нововведение и давая высокую оценку отдельным статьям, газета «Правда» в 1912 году вместе с тем отмечала, что «ко многим статьям Словаря по общественным вопросам следует относиться очень критически, так как большинство их написано в либерально-буржуазном духе».

## Список томов 7-го издания
(Датировки издания некоторых томов указаны неточно.)

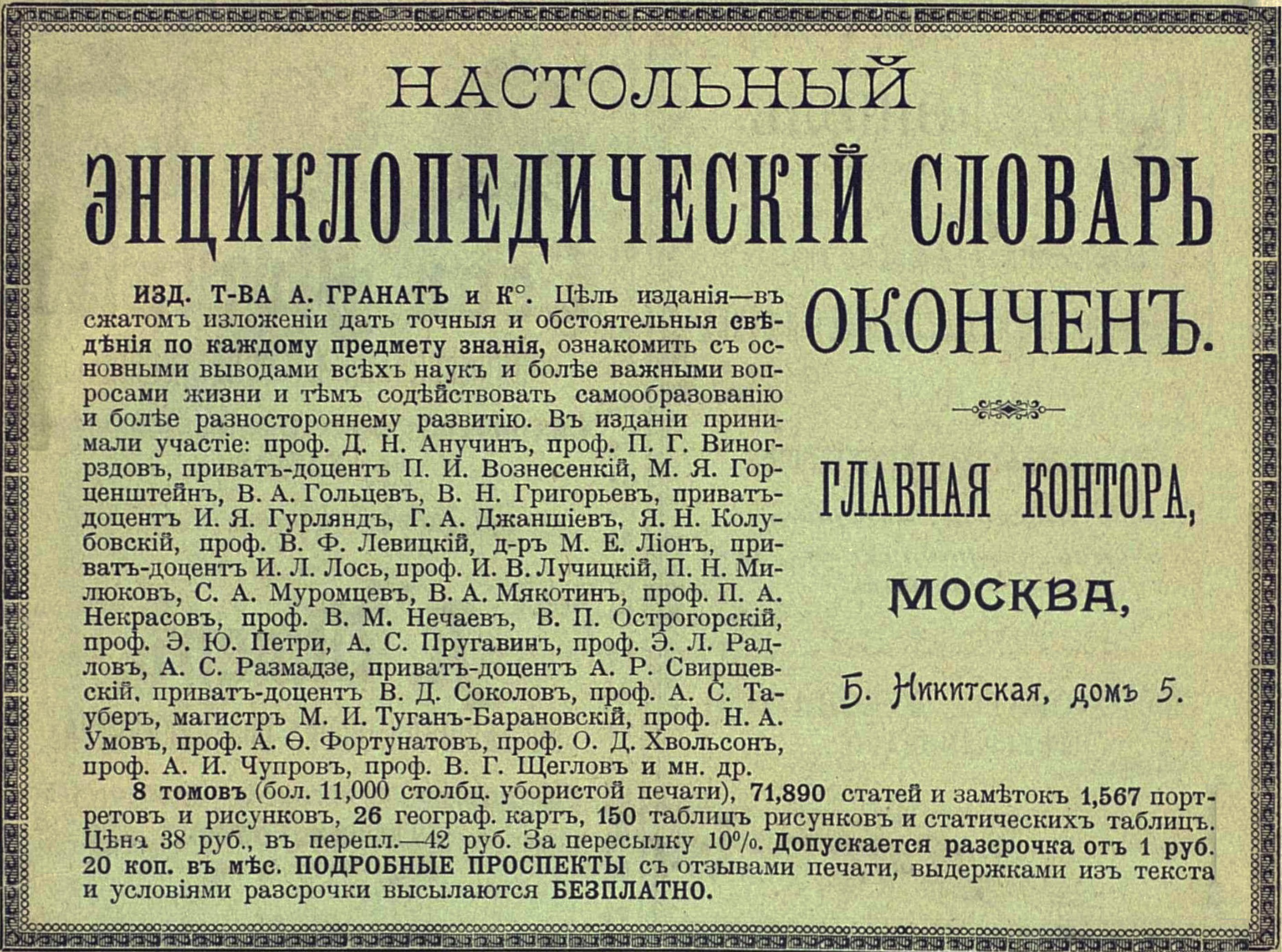
Реклама словаря, 1898 год.

- Т. 1: А — Актуарий. — М.: Изд. тов. А. Гранат и К°, 1910. — 308 c.: ил.
- Т. 2: Акт — Анатоцизм. — М.: Изд. тов. А. Гранат и К°, [1910]. — 344 c.: ил.
- Т. 3: Анафилаксия — Археологические общества. — М.: Изд. тов. А. Гранат и К°, 1911. — 318 c.: ил.
- Т. 4: Археология — Бармы. — М.: Изд. тов. А. Гранат и К°, 1911. — 335 c.: ил.
- Т. 5: Барнав — Биология. — М.: Изд. тов. А. Гранат и К°, 1911. — 352 c.: ил.
- Т. 6: Биометрика — Брюан. — М.: Изд. тов. А. Гранат и К°, [1911]. — 324 c.: ил.
- Т. 7: Брюгге — Вар. — М.: Изд. тов. А. Гранат и К°, [1911]. — 324 c.: ил.
- Т. 8: Варынский — Великобритания. — М.: Изд. тов. А. Гранат и К°, 1912. — 348 c.: ил.
- Т. 9: Великобритания — Вехт. — М.: Изд. тов. А. Гранат и К°, 1911. — 328 c.: ил.
- Т. 10: Вех — Воздух. — М.: Изд. тов. А. Гранат и К°, 1911. — 354 c.: ил.
- Т. 11: Воздушная опухоль — Выдача головой. — М.: Изд. тов. А. Гранат и К°, 1912. — 378 с.: ил.
- Т. 12: Выдача преступников — Гваякиль. — М.: Изд. тов. А. Гранат и К°, [1911]. — 362 c.: ил.
- Т. 13: Гваяковая смола — Германия. — М.: Изд. тов. А. Гранат и К°, [1911]. — 369 c.: ил.
- Т. 14: Германия — Гиркан. — М.: Изд. тов. А. Гранат и К°, 1911. — 360 c.: ил.
- Т. 15: Гирке — Город. — М.: Изд. тов. А. Гранат и К°, 1912. — 349 c.: ил.
- Т. 16: Город — Греция. — М.: Изд. тов. А. Гранат и К°, 1912. — 360 c.: ил.
- Т. 17: Греция — Дарвин. — М.: Изд. тов. А. Гранат и К°, 1913. — 372 c.: ил.
- Т. 18: Дарвин — Дорохов. — М.: Изд. тов. А. Гранат и К°, 1913. — 395 c.: ил.
- Т. 19: Дорошенко — Екатерина. — М.: Изд. тов. А. Гранат и К°, 1913. — 370 c.: ил.
- Т. 20: Екатеринбургский уезд — Звонки. — М.: Изд. тов. А. Гранат и К°, 1913. — 452 c.: ил.
- Т. 21: Звук — Индия. — М.: Изд. тов. А. Гранат и К°, 1914. — 381 c.: ил.
- Т. 22: Индия — Кабальеро. — М.: Изд. тов. А. Гранат и К°, 1914. — 410 c.: ил.
- Т. 23: Кабанель — Каутский. — М.: Изд. тов. А. Гранат и К°, 1914. — 403 c.: ил.
- Т. 24: Кауфман — Кондаков. — М.: Изд. тов. А. Гранат и К°, 1914. — 386 c.: ил.
- Т. 25: Конде — Кровоизлияние. — М.: Изд. тов. А. Гранат и К°, 1914. — 404 c.: ил.
- Т. 26: Кровообращение — Лемуан. — М.: Изд. тов. А. Гранат и К°, 1914. — 338 c.: ил.
- Т. 27: Лемуры — Майков. — М.: Изд. тов. А. Гранат и К°, 1913. — 466 c.: ил.
- Т. 28: Майкопский отдел — Минералогия. — М.: Изд. тов. А. Гранат и К°, 1914. — 400 c.: ил.
- Т. 29: Минеральные воды — Наугейм. — М.: Изд. тов. А. Гранат и К°, 1914. — 454 c.: ил.
- Т. 30: Наука — Павел Дьякон. — М.: Изд. тов. А. Гранат и К°, 1915. — 479 c.: ил.
- Т. 31: Павинский — Персия. — М.: Изд. тов. А. Гранат и К°, 1915. — 378 c.: ил.
- Т. 32: Персия — Поляне. — М.: Изд. тов. А. Гранат и К°, 1915. — 387 c.: ил.
- Т. 33: Поляновский мир — Пуазель. — М.: Изд. тов. А. Гранат и К°, 1916. — 420 c.: ил.
- Т. 34: Пуанкаре — Рабочий класс. — М.: Изд. тов. А. Гранат и К°, 1929. — 382 c.: ил.
- Т. 35: Рабочий класс — Растворы строительные. — М.: Изд. тов. А. Гранат и К°, 1931. — 346 c.: ил.
- Т. 36: Ч. I: Растение — Речь Посполитая. — М.: Изд. тов. А. Гранат и К°, 1932. — 372 c.: ил.
- Т. 36: Ч. II: Речь Посполитая — Род. — М.: Изд. тов. А. Гранат и К°, 1933. — 362 c.: ил.
- Т. 36: Ч. III: Род — Россия. — М.: Изд. тов. А. Гранат и К°, 1934. — 404 c.: ил.
- Т. 36: Ч. IV: Россия. М.: Изд. тов. А. Гранат и К°, 1935. — 326 c.: ил.
- Т. 36: Ч. V: Россия. М.: Изд. тов. А. Гранат и К°, 1936. — 347 c.: ил.
- Т. 36: Ч. VI: Россия — Румыния. — М.: Изд. тов. А. Гранат и К°, 1938. — 462 c.: ил.
- Т. 36: Ч. VII: Румыния — Рютимейер. — М.: Изд. тов. А. Гранат и К°, 1941. — 862 c.: ил.
- Т. 37: Рютли — Селевкия. — М.: Рус. библиогр. ин-т Гранат, [1917]. — 326 c.: ил.
- Т. 38: Селевк — Симон. — М.: Рус. библиогр. ин-т Гранат, 1917. — 342 c.: ил.
- Т. 39: Симпатическая нервная система — Собаки. — М.: Рус. библиогр. ин-т Гранат, 1923. — 373 c.: ил.
- Т. 40: Собат — Социализм. — М.: Рус. библиогр. ин-т Гранат, 1924. — 377 c.: ил.
- Т. 41: Ч. I: Социальная гигиена — Союз Советских Социалистических Республик. — М.: Рус. библиогр. ин-т Гранат, 1924. — 472 c.: ил.
- Т. 41: Ч. II: Союз Советских Социалистических Республик. — М.: Рус. библиогр. ин-т Гранат, 1925. — 272 c.: ил.
- Т. 41: Ч. III: Союз Советских Социалистических Республик (окончание). — М.: Рус. библиогр. ин-т Гранат, 1925. — 446 c.: ил.
- Т. 41: Ч. IV: Союз Союзов — Стрелковский. — М.: Рус. библиогр. ин-т Гранат, 1926. — 414 c.: ил.
- Т. 41: Ч. V: Стрелолист — Северных. — М.: Рус. библиогр. ин-т Гранат, 1926. — 346 c.: ил.
- Т. 41: Ч. VI: Северно-Американские Соединенные Штаты — Тампа. — М.: Рус. библиогр. ин-т Гранат, 1926. — 388 c.: ил.
- Т. 41: Ч. VII: Тамплиеры — Тецель. — М.: Рус. библиогр. ин-т Гранат, 1927. — 424 c.: ил.
- Т. 41: Ч. VIII: Течения морские — Торс. — М.: Рус. библиогр. ин-т Гранат, 1927. — 329 c.: ил.
- Т. 41: Ч. IX: Торсгавн — Тунгуска Подкаменная. — М.: Рус. библиогр. ин-т Гранат, 1927. — 347 c.: ил.
- Т. 41: Ч. X: Тунгусы — Тягомер. — М.: Рус. библиогр. ин-т Гранат, 1927. — 363 c.: ил.
- Т. 42: Тяготение — Фалерии. — М.: Рус. библиогр. ин-т Гранат, [1917]. — 400 c.: ил.
- Т. 43: Фалернское — Фистула. — М.: Рус. библиогр. ин-т Гранат, 1927. — 384 c.: ил.
- Т. 44: Фита — Франция. — М.: Рус. библиогр. ин-т Гранат, 1927. — 329 c.: ил.
- Т. 45: Ч. I: Франция — Фуганок. — М.: Рус. библиогр. ин-т Гранат, 1929. — 348 c.: ил.
- Т. 45: Ч. II: Фугас — Христианский социализм. — М.: Рус. библиогр. ин-т Гранат, 1929. — 422 c.: ил.
- Т. 45: Ч. III: Христианстад — Чети. — М.: Рус. библиогр. ин-т Гранат, 1929. — 472 c.: ил.
- Т. 46: Четырёхлетняя война 1914—1918 г. и её эпоха. — М.: Рус. библиогр. ин-т Гранат, 1927. — 345 c.: ил.
- Т. 47: Четырёхлетняя война 1914—1918 г. и её эпоха (продолжение). — М.: Рус. библиогр. ин-т Гранат, 1925. — 422 c.: ил.
- Т. 48: Четырёхлетняя война 1914—1918 г. (окончание) — Чулков. — М.: Рус. библиогр. ин-т Гранат, [1925]. — 447 c.: ил.
- Т. 49: Чулков — Школьное дело. — М.: Рус. библиогр. ин-т Гранат, [1926]. — 336 c.: ил.
- Т. 50: Школьное дело — Эволюция внешнего быта. — М.: Рус. библиогр. ин-т Гранат, [1929]. — 342 c.: ил.
- Т. 51: Эволюция государственных форм — Электрификация. — М.: Рус. библиогр. ин-т Гранат, [1930]. — 349 c.: ил.
- Т. 52: Электрические звонки — Электротехника. — М.: Рус. библиогр. ин-т Гранат, 1934. — 318 c.: ил.
- Т. 53: Электротехника — Энверий. — М.: Рус. библиогр. ин-т Гранат, 1937. — 358 c.: ил.
- Т. 54: Энвин — Эшфорд. — М.: Сов. энцикл., 1948. — 419 c.: ил.
- Т. 55: Эпоха мирового кризиса, экономического, социального и политического. — М.: Рус. библиогр. ин-т Гранат, 1938. — 371 c.: ил.
- Т. 56 не вышел из печати
- Т. 57: Эпоха социалистической реконструкции народного хозяйства СССР. — М.: Рус. библиогр. ин-т Гранат, 1939. — 457 c.: ил.
- Т. 58: Эпоха социалистической реконструкции народного хозяйства СССР (продолжение). — М.: Сов. энцикл., 1940. — 358 c.: ил.